# Le Passé du docteur Sanderson
Pour plus de détails, voir Fiche technique et Distribution.
Le Passé du docteur Sanderson (Mercy Island) est un film américain réalisé par William Morgan, sorti en 1941.

## Fiche technique
- Titre français : Le Passé du docteur Sanderson[1]
- Titre original : Mercy Island
- Réalisation : William Morgan
- Scénario : Malcolm Stuart Boylan, d'après le roman de Théodore Pratt
- Photographie : Reggie Lanning
- Pays de production :  États-Unis
- Format : Noir et blanc - 1,37:1 - Mono
- Genre : Film dramatique, Film policier
- Durée : 72 minutes
- Dates de sortie : 
  - États-Unis : 10 octobre 1941
  - France : 28 février 1947[1]

## Distribution
- Ray Middleton : Warren Ramsey
- Gloria Dickson : Leslie Ramsey
- Otto Kruger : Dr. Sanderson
- Donald Douglas : Clay Foster
- Forrester Harvey : Capitaine Lowe